# 特爾古弗魯莫斯
特爾古弗魯莫斯是羅馬尼亞的城鎮，位於該國東北部，距離首府雅西44公里，由雅西縣負責管轄，面積15.13平方公里，海拔高度115米，2009年人口13,412，大多數居民信奉東正教。